# Філяк Віра Іванівна

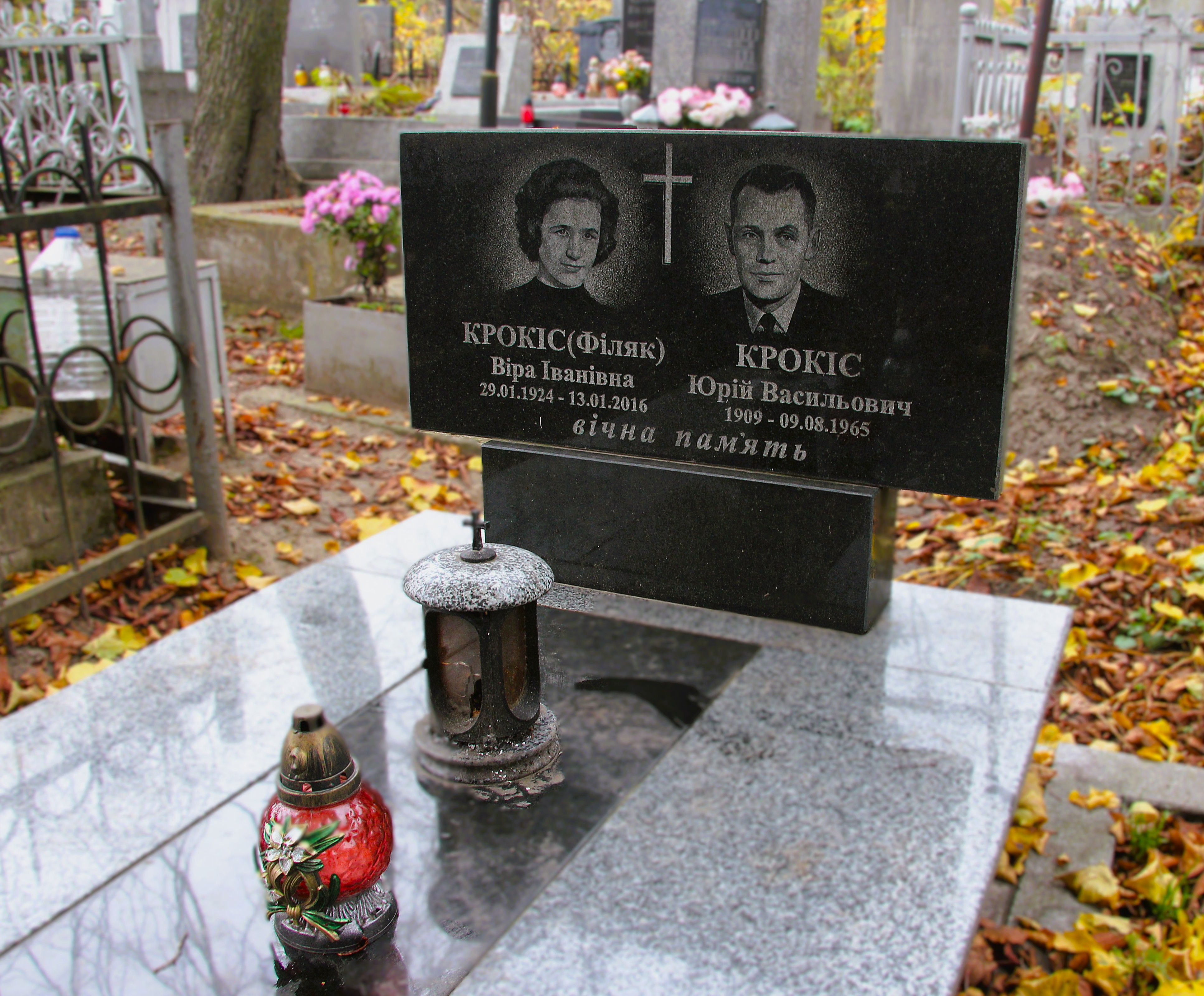
Пам'ятник на могилі Віри Крокіс (Філяк).

Віра Філяк, у шлюбі Крокіс (псевдо: «Реня»; нар. 29 січня 1924, с. Дички, тепер Рогатинський район, Івано-Франківська область — пом. 13 січня 2016, Львів) — зв'язкова УПА, багаторічна ув'язнена ГУЛАГу, громадська діячка у 1980-х — 2010-х, модельєрка.

## Життєпис
1932-1939 — навчалась у народній школі с. Дички, протягом 1939-1940 — у радянській середній школі, а після чого до червня 1941 — у педагогічній школі в м. Рогатин. 1941-1943 — здобувала освіту в торгівельній школі та проходила практику в Ревізійному Союзі Українських Кооператив, де мала можливість підпільно друкувати повстанські листівки. Відтак залишилась працювати у РСУК. Наприкінці 1941 вступила до Юнацтва ОУН. 
У 1943 році через загрозу арешту залишити роботу і перейшла в підпілля. Влітку того ж року пройшла таємний вишкіл організаторів сітки Українського Червоного Хреста у с. Підмихайлівці Рогатинського району, після чого створювала та навчала кущі УЧХ в околицях Галича та Бурштина, пізніше була надрайоновою УЧХ Рогатинщини. У підпіллі отримала псевдо «Реня».
20 травня 1947 була заарештована у Львові. Перебувала під слідством у тюрмі на Лонцького. Щоби не видати таємної інформації, випила отруту. Після невдалої спроби отруєння вистрибнула з вікна. Отримала значні травми, проте її врятували і продовжили допити. Півтора місяці перебувала в тюремній лікарні, після чого її перевели до в'язниці в Станіславі.
20 листопада 1947 була засуджена за статтями 54-1 «а», 54-11 («зрада Батьківщини», «участь у контрреволюційній організації») Кримінального кодексу УРСР до 10 років позбавлення волі й етапована до таборів ГУЛАГу. Під час перебування в ув'язненні отримала звістку про нагородження її Срібним Хрестом Заслуги, відповідно до наказу головного командира УПА від 30 липня 1950. Покарання відбувала у виправно-трудових таборах Челябінської та Магаданської областей РРФСР. 13 січня 1956 звільнена, перебувала на спецпоселенні в Магадані.
У травні 1957 повернулась до рідного села. Згодом деякий час мешкала в Рогатині, працювала кравчинею в ательє. У 1960 році одружилася з Юрієм Крокісом та переїхала до Львова, де займалась моделюванням і пошиттям одягу. 1965–1984 — працювала завідувачкою складу готової продукції на заводі «Електрон» (Львів).
1988–1997 — була секретаркою Спілки політв'язнів України. 1996–2006 — працювала скарбівничою Ліги українських жінок.
Брала активну участь у діяльності товариств і організацій у Львові: «Просвіта», «Рідна школа», «Союз українок».
Похована на полі № 13 Янівського  цвинтаря у Львові.

## Нагороди
Згідно з Постановою УГВР від 25.07.1950 р. та Наказом Головного військового штабу УПА ч. 2/50 від 30.07.1950 р. Віра Філяк – «Реня» відзначена Срібним хрестом заслуги УПА. 

## Вшанування
5.05.2012 р. від міського голови Львова Андрія Садового отримала Срібний хрест заслуги УПА.